# Frank Smithies
Frank Smithies FRSE (Edimburgo, Escócia, 10 de março de 1912 – Cambridge, Inglaterra, 16 de novembro de 2002) foi um matemático britânico.
Trabalhou com equações integrais, análise funcional e história da matemática. Foi eleito fellow da Sociedade Real de Edimburgo em 1961.

## Publicações
- Smithies, F. (1958), Integral equations, ISBN 978-0-521-06502-3, Cambridge Tracts in Mathematics and Mathematical Physics, 49, Cambridge University Press, MR 0104991[1]
- Smithies, F. (1997), Cauchy and the creation of complex function theory, ISBN 0-521-59278-X, Cambridge University Press[2]